# Ithriyah
Ithriyah è un piccolo villaggio nella Siria centrale.
Durante la guerra civile siriana ha assunto una importanza strategica in quanto giace su uno dei principali collegamenti che unisce Aleppo, Khanasir e Al-Salamiyah.
Nelle sue vicinanze è situato un tempio romano in buono stato di conservazione.